# Großes Mausschwanzmoos

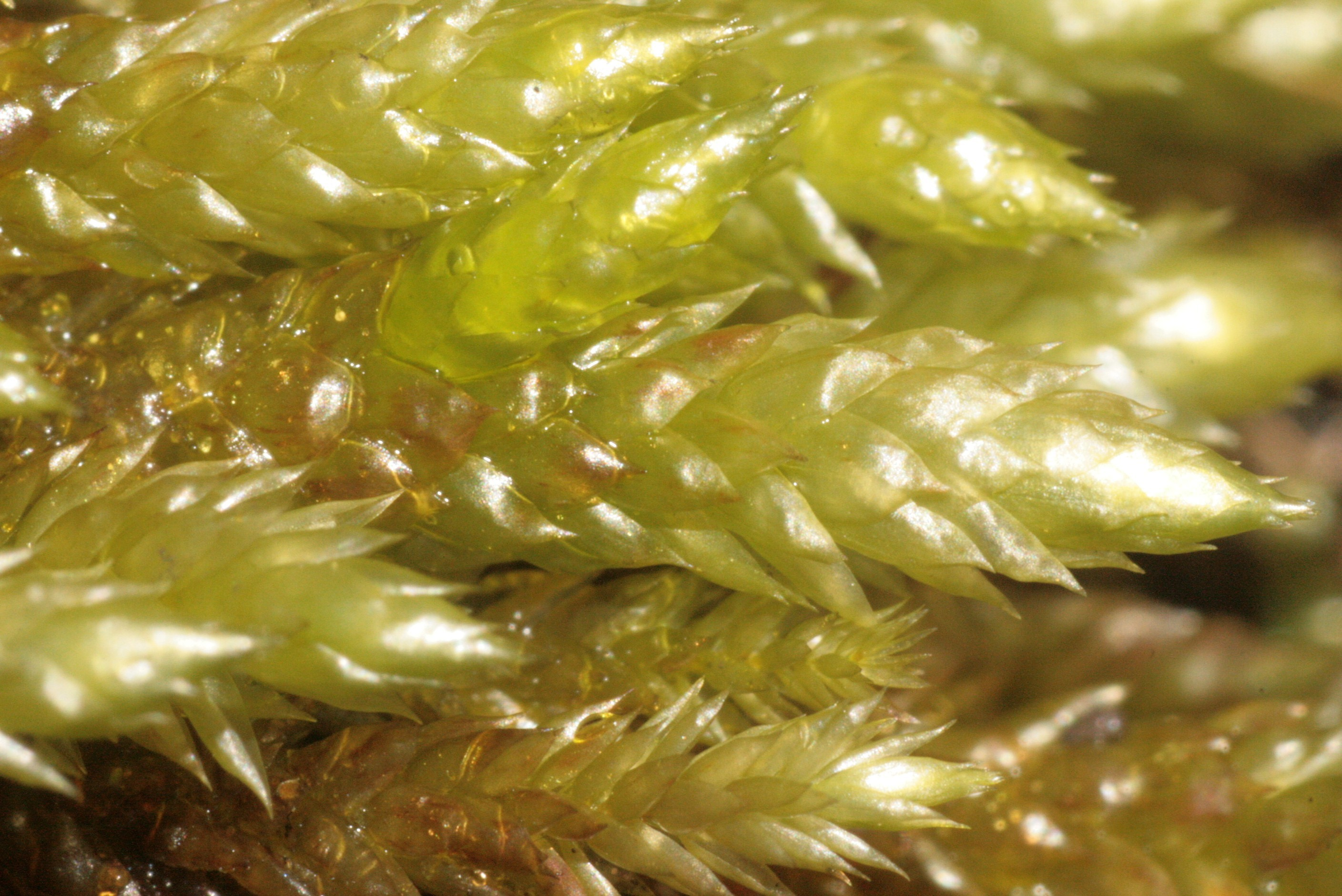
Äste

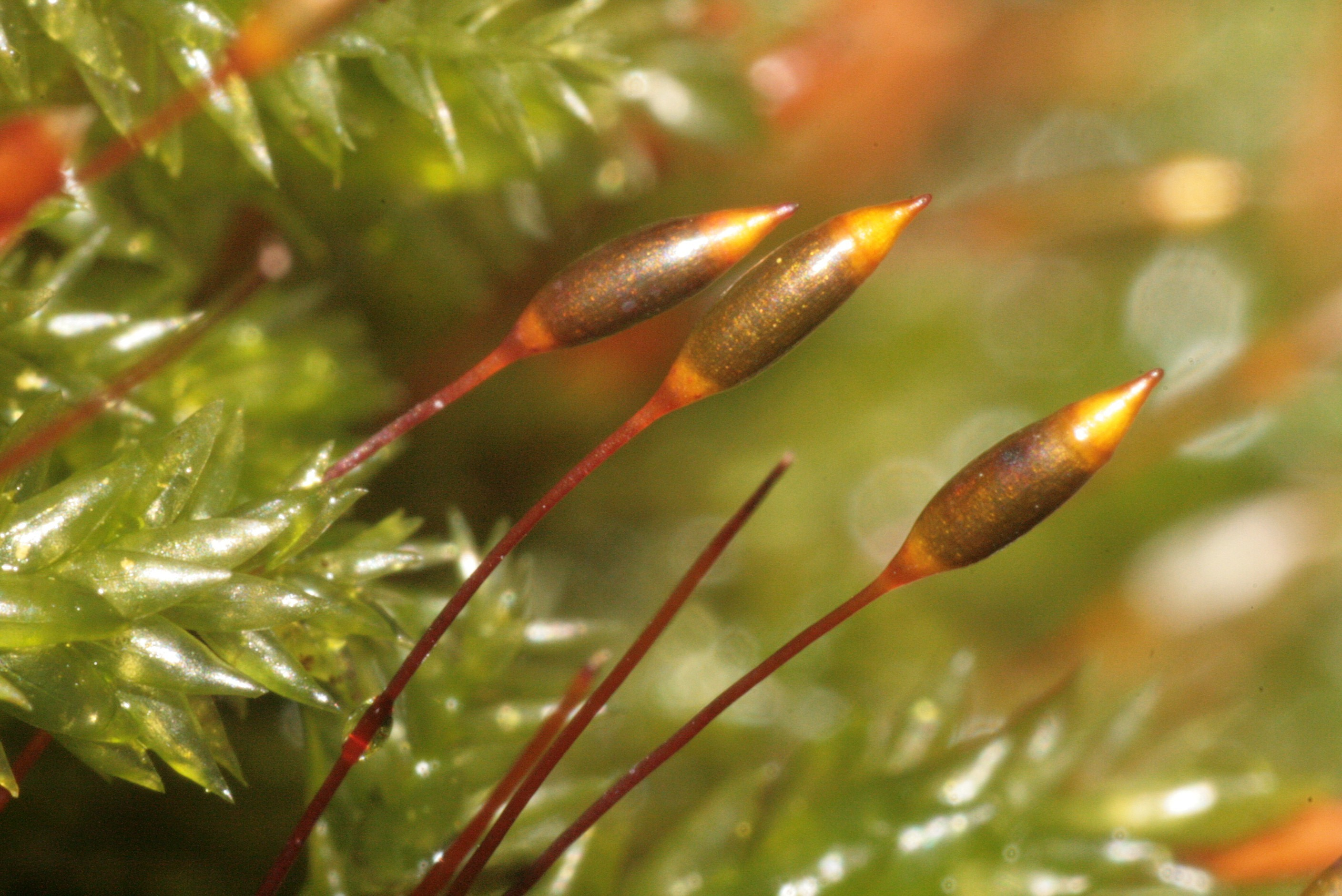
Sporenkapseln

Das Große Mausschwanzmoos (Isothecium alopecuroides), auch Großes Mäuseschwanzmoos oder Mäuseschwanz-Gleichbüchsenmoos, ist eine weit verbreitete Laubmoos-Art. Synonyme sind Isothecium myurum Brid. und Isothecium viviparum Lindb.

## Merkmale
Die kräftigen Pflanzen wachsen in oft ausgedehnten grünen bis dunkelgrünen und leicht glänzenden Decken. Den kriechenden Hauptstämmchen entspringen die bogig aufsteigenden sekundären Stämmchen. Diese sind oben büschelig in Äste verzweigt, die nach unten gekrümmt und kätzchenförmig beblättert sind. Die feucht aufrecht-abstehenden, trocken dachziegelig anliegenden Blätter sind 2 bis 3 Millimeter lang, hohl, eilänglich, kurz gespitzt, nahe der Blattspitze etwas gezähnt, sonst ganzrandig. Die Blattrippe kann einfach oder doppelt sein und reicht bis zur Blattmitte oder etwas darüber.
Die Blattzellen sind in der Mitte der Blätter linealisch-wurmförmig, bis 10-mal so lang wie breit, in der Blattspitze kürzer, am Blattgrund rechteckig. Die braunen Blattöhrchen haben undurchsichtige, dickwandige, quadratische Zellen, die von den übrigen Blattzellen deutlich abgesetzt sind.
Sporophyten werden nicht selten ausgebildet. Sie haben eine etwa 1 bis 1,5 Zentimeter lange, rötliche, glatte Seta und eine aufrechte, elliptische bis kurz zylindrische Kapsel mit kurz geschnäbeltem Deckel. Sporen sind gelbgrün, gekörnelt und etwa 12 bis 16 µm groß. Sporenreife ist im Herbst und Winter. Die Pflanzen sind zweihäusig.

## Verbreitung und Standortansprüche
Das Große Mausschwanzmoos kommt in Europa, Teilen Asiens, in Nordafrika, auf den Kanarischen Inseln und in Nordamerika vor. In Mitteleuropa ist es weit verbreitet und oft häufig, vor allem in den Mittelgebirgen und Alpen. 
Es wächst in Wäldern an der Stammbasis von Laubbäumen und auf basenreichem, schwach saurem Gestein, seltener auf Erde.